# Cyclosternum janthinum
Cyclosternum janthinum là một loài nhện trong họ Theraphosidae.
Loài này thuộc chi Cyclosternum. Cyclosternum janthinum được Eugène Simon miêu tả năm 1889.